# Giovanni Francesco Toppia
Giovani Francesco Toppia (Perletto, 28 gennaio 1754 – Vigevano, 30 luglio 1828) è stato un vescovo cattolico italiano.

## Biografia
Nel 1817, anno precedente alla nomina a vescovo di Vigevano di Giovanni Francesco Toppia, attraverso un decreto di papa Pio VII, la diocesi, creata nel 1530, fu assegnata alla regione ecclesiastica piemontese, come suffraganea della sede metropolitana di Vercelli.
Quando con la Restaurazione si pose fine alla politica anticlericale attuata negli anni della Rivoluzione e dell'impero napoleonico, il primo vescovo della diocesi fu monsignor Giovanni Francesco Toppia, piemontese, il quale ripristinò le visite pastorali come strumento di conoscenza della realtà diocesana.
Toppia convocò il decimo sinodo diocesano e ne fece strumento di riorganizzazione della pratica religiosa. Vista la diminuzione delle vocazioni del clero alla quale si assistette nella prima metà del XIX secolo, curò particolarmente la formazione seminariale. Riordinò le confraternite e le pie società soppresse da Napoleone durante il periodo di dominazione francese.
Morì il 30 luglio 1828 e gli succedette nel 1830 monsignor Giovanni Battista Accusani.

## Genealogia episcopale
La genealogia episcopale è:
- Cardinale Scipione Rebiba
- Cardinale Giulio Antonio Santori
- Cardinale Girolamo Bernerio, O.P.
- Arcivescovo Galeazzo Sanvitale
- Cardinale Ludovico Ludovisi
- Cardinale Luigi Caetani
- Cardinale Ulderico Carpegna
- Cardinale Paluzzo Paluzzi Altieri degli Albertoni
- Papa Benedetto XIII
- Papa Benedetto XIV
- Papa Clemente XIII
- Cardinale Giovanni Francesco Albani
- Cardinale Leonardo Antonelli
- Cardinale Giuseppe Morozzo Della Rocca
- Vescovo Carlo Giuseppe Maria Sappa de' Milanesi
- Vescovo Giovanni Francesco Toppia